# Shining One
「Shining One」（シャイニングワン）は、日本のボーイズグループ、BE:FIRSTのプレデビュー曲。2021年8月16日にB-MEより配信リリースされた。

## 概要
ボーイズグループのオーディション『THE FIRST』から誕生し結成されたBE:FIRSTのプレデビュー曲となっており、本楽曲はオーディションの最終審査で課題曲としても披露されていたものである。配信にあたりメンバーの7人が新たな歌割りでレコーディングを行い、トラックも最終審査のものからブラッシュアップが行われている。
作詞は栗原暁とSKY-HI、作曲は2人と☆Taku Takahashiが担当した。ダンスナンバーとなっており、オーディションを主催し作詞も担当したSKY-HIは、「Shining One」のリリックにメンバーに送ったメッセージを描写した。
アルバム『BE:1』には2021年に配信したものをまた新たにレコーディングし直したものが収録された。2022年12月31日放送の『第73回NHK紅白歌合戦』で紅白歌合戦初出場を果たし、「Shining One」を披露した。

## 背景
「Shining One」は前述の通り、オーディション『THE FIRST』の最終審査で使用された楽曲であり、この課題曲発表時にリリースは未定であったがグループのプレデビュー曲になることが発表されていた。この審査での振付はs**t kingzのNOPPOが担当している。オーディション内では最終審査に残った10人がチーム「Shining」とチーム「One」の2つのチームに分かれ、最終合宿での練習を経てパフォーマンスを行った。
トラックはオーディションを開催するにあたり課題曲用としてプロデューサーのSKY-HIが☆Taku Takahashiに依頼し、デモはオーディション前に完成していた。2021年の年明け頃にこのトラックをプレデビュー用に制作することを決め、歌詞などを考えていったという。この楽曲の制作及び最終審査の課題曲選定についてSKY-HIは、プレデビュー曲として才能の煌めきを象徴する楽曲を作りたかった事と、最高難易度の楽曲を完璧にこなした姿を世の中に披露したかった事を挙げた。
タイトルの「Shining One」はオーディションを主催するBMSGの"S"（頭文字）となっており、文字数はTHE FIRSTでの最終審査のパフォーマンス人数となっている。
「Shining One」の配信リリースは、BE:FIRSTのデビューメンバーを発表した2021年8月13日放送の情報番組『スッキリ』で公表された。
アルバム『BE:1』収録用に再レコーディングした際、メンバーがこの楽曲の難易度が非常に高いと改めて振り返っている。

## ミュージックビデオ
楽曲配信日でもある2021年8月16日、プレミア公開を経てYouTubeに「Shining One」のミュージック・ビデオが公開された。東京都内のスタジオで撮影されたパフォーマンスシーンを中心に構成され、BE:FIRST結成後メンバーにとって初仕事となった『THE FIRST』のオーディション終了から30分後に審査会場のステージにて撮影されたパフォーマンスの映像も含まれている。このパフォーマンスの為に最終審査終了後の30分間で新たなダンスフォーメーションをその場で覚えている。2021年8月13日から8月19日の期間にオリコンが集計された週間YouTubeチャートでは461.0万回再生で3位を記録し、8月16日からの公開1週間で730万回再生を突破。その後、公開2週間で1000万回再生を突破した。
ダンサーとしても活動していたメンバーのSOTAは本作のミュージック・ビデオの撮影を通じ、ダンサー時代とのパフォーマンスの違いを感じられたとコメントしている。ミュージック・ビデオの撮影が初めてであったメンバーもおり、何回も映像を観ながら良かったところと改善できるところを話し合い次のテイクに生かしたことが語られている。

## 記録
「Shining One」配信後、iTunesチャート、LINE MUSIC、楽天ミュージック、AWA、mora、mu-moといった音楽配信サービスでリアルタイムランキング1位を記録した。
2021年8月25日に発表されたオリコン週間デジタルシングルランキング及びオリコン週間ストリーミングランキングで1位を獲得し、BTSの「Butter」以来3か月ぶりとなるデジタルランキング2部門で同時1位を記録した。
2021年8月25日に発表されたBillboard Japan Download Songsでも1位を獲得し、動画再生回数ランキング1位、Billboard Japan Streaming Songs2位、Twitter3位といったデジタル指標が重なり、Billboard Japan Hot 100では2位を記録した。

## 収録曲
| #         | タイトル        | 作詞                                 | 作曲                                                 | 時間 |
| --------- | --------------- | ------------------------------------ | ---------------------------------------------------- | ---- |
| 1.        | 「Shining One」 | Satoru Kurihara -Jazzin'park- SKY-HI | ☆Taku Takahashi Satoru Kurihara -Jazzin'park- SKI-HI | 4:04 |
| 合計時間: | 合計時間:       | 合計時間:                            | 合計時間:                                            | 4:04 |

## チャート
| チャート                                | 最高順位 | 出典   |
| --------------------------------------- | -------- | ------ |
| オリコン 週間デジタルシングルランキング | 1        | [ 17 ] |
| オリコン 週間ストリーミングランキング   | 1        | [ 17 ] |
| オリコン 週間YouTubeチャート            | 3        | [ 4 ]  |
| Billboard Japan Download Songs          | 1        | [ 18 ] |
| Billboard Japan Streaming Songs         | 2        | [ 19 ] |
| Billboard Japan Hot 100                 | 2        | [ 20 ] |
| Billboard Japan Hot Buzz Song           | 1        | [ 21 ] |